# Józef Wiśniowski
Józef Wiśniowski (ur. 8 marca 1878 w Krakowie, zm. 29 lipca 1942 w Młyńczyskach k. Limanowej) – polski poeta, dramaturg, reżyser, dyrektor i kierownik literacki teatru.
Studiował prawo i filozofię na Uniwersytecie Jagiellońskim w Krakowie.
W latach 1918-1921 był kierownikiem literackim, reżyserem i dyrektorem Teatru Powszechnego w Krakowie. W latach 1919-33 był dyrektorem Miejskiej Szkoły Dramatycznej w Krakowie. W latach 1934-1938 pracował jako kierownik literacki Teatru Polskiego w Katowicach.
Był autorem dwóch tomów wierszy, kilkunastu sztuk teatralnych, studiów literackich i powieści. Napisał także wiele prac i opracowań o historii literatury i teatru w Krakowie i w Polsce.

## Twórczość
- 1901 – Poezye
- 1903 – Poezye 2
- 1903 – Dzisiejsi: wrażenia ze współczesnej liryki polskiej
- 1905–1909 – Nowela polska (w 3-ch tomach)
- 1907 – Krzak gorejący: tryptyk sceniczny
- 1907 – Śpiąca królewna:  poemat dramatyczny w czterech strofach
- 1908 – Geniusz tragiczny: W przeddzień rocznicy J. Słowackiego
- 1908 – Kobieta u Słowackiego: w przeddzień rocznicy
- 1909 – Święto poety: jubileuszowe szkice o Słowackim
- 1909 – Wieszcz-patryota: szkic jubileuszowy
- 1909 – Wirtuoz-liryk: szkic jubileuszowy
- 1912 – Sen dnia letniego: trzyaktowy pastel sceniczny
- 1912 – Irydion: odczyt wygłoszony w czasie jubileuszowej uroczystości Zygmunta Krasińskiego w Krakowie
- 1913 – Dolina łez: 2 dramaty z niedawnej przeszłości
- 1913 – Leci liście z drzewa: pięć strof krwawej pieśni
- 1926 – Tragedja polska
- 1933 – Pisownia prawidłowa i wyrazy obce: słownik dla szkoły, biura i domu
- 1937 – Pochód na Wawel: pamiątka z pogrzebu Juljusza Słowackiego
- 1937 – W stulecie Michała Bałuckiego
- 1940 – Psie figle: echa dzieciństwa